# Katie Leung
Katie Leung (Škotska, 8. kolovoza 1987.), britanska glumica.
Puno joj je ime Katie Liu Leung, a nadimak joj je Katt.
Roditelji su joj Peter i Kar Wai Liu Leung, sada razvedeni. Živi s ocem, dvojicom braće i sestrom u kući vrijednoj 400000 funti. Trenutačno pohađa jednu od najprestižnijih škotskih privatnih škola, Hamilton College.
Njezin je otac vidio reklamu za casting za film Harry Potter i rekao joj neka pokuša. Kada je Katie vidjela dugačak red na audiciji, rekla je da bi radije išla u shopping. Čekala je oko 4 h prije nego što je upala. Audicija je trajala samo pet minuta i za dva tjedna, primila je poziv za nastavak castinga, nakon čega je dobila ulogu Cho Chang. Katie Leung pobijedila je više od 4000 djevojaka za ulogu Cho Chang.
Omiljena joj je knjiga The Curious Incident of the Dog in the Night-Time. 
U slobodno vrijeme sluša glazbu, provodi vrijeme s obitelji i prijateljima i voli shopping.
Omiljena joj je glazba bilo što od jazza, hip-hopa, i rocka.
Omiljeni su joj izvođači Damien Rice, RHCP, Lauryn Hill.